# Blågård
Blågård var oprindelig et landsted uden for Peblingesøen på Nørrebro, efter hvilken nuværende Blågårdsgade og Blågårds Plads har navn. Det har også givet navn til Blaagaard Seminarium fra 1791 (der skiftede navn til Jonstrup Seminarium i 1808) og det nye Blaagaard Seminarium fra 1859.

## Historie

### Kongelige og adelige ejere
Gården kan føres tilbage til Frederik III's tid, da den bekendte statholder, Christoffer Gabel, købte den såkaldte "Teglgårdsvang" af Magistraten. Hans søn solgte 1688 ejendommen til generalfeltmarskal Ulrik Frederik Gyldenløve, som dog snart skilte sig af med den. Den ejedes 1694 af den deputerede i Generalkommissariatet, etatsråd Reinhold Meier, som indrettede et lyststed med hollænderi, fiskedamme, køkkenhave m.v. og udvidede jordtilliggendet.
Efter Meiers død (1701) arvede hans datter, Ulrikke Eleonore Meier, og svigersøn, kaptajn i Fodgarden Cesar René de Thehillac, Blågård, og parret solgte den 1706 til kong Frederik IV's broder, Prins Carl.
Denne udvidede Blågård, hvis officielle navn var "Prins Carls Hauge [Have]", betydelig, opførte hovedbygningen, som folk gav navn efter det blåglaserede tag, og indlemmede dele af Accisebodvænget hinsides søen (altså mellem Farimagsvejen og søen) i ejendommen. På dette tidspunkt anlagdes de store, prægtige lindealléer, som endnu var havens pryd i begyndelsen af 19. århundrede, af hvilke to senere er blevet til Blågårds- og Wesselsgade. Ved Prins Carls død arvedes Blågård af søsteren, Prinsesse Sophie Hedevig, som ved gavebrev af 9. maj 1732 skænkede den til overkammerherre, gehejmeråd Carl Adolph von Plessen, som atter udvidede den betydelig, således at Peblingesøen i grunden blev en indsø i ejendommen. 1765 lod Plessens arvinger Blågård sælge ved auktion til konsumptionsskriver Knud Jacobsen Lyne, Rahbeks grandonkel, som lejede hovedbygningen ud til "højfornemme folk". Stedet skulle dog opleve en ny glansperiode, da det kort efter kom i grev Conrad Holcks besiddelse, der her førte et ubundet og lystigt liv sammen med skuespillerinder og andre damer.

### Blågård bliver fabrik
Efter at være faldet i unåde solgte han i 1777 Blågård til købmand Peter Tutein, som havde i sinde at anlægge en silkebåndsfabrik her; men snart afhændedes hele ejendommen til Generalmagasinet og fabrikant Johan Paul Kalckberner. Blågård blev nu en klædefabrik, "Det kgl. danske Dugmanufaktur"; haven forfaldt, og terrænet omkring nuværende Slotsgade blev stærkt bebygget med fabrikshuse, hvoraf enkelte længer har eksisteret op i det 20. århundrede.
Ved resolution af 29. marts 1786 blev dugmanufakturet på Blågård ophævet, og ejendommen gik nu over til Finanskollegiet og "opførtes i Finanskassedirektionens bøger som et aktiv med 65.000 rigsdaler". Bygningerne blev udlejet til forskellige industridrivende og private, medens jorderne og haverne blev bortforpagtet. 8. november 1790 blev dog nogle af bygningerne (deriblandt hovedbygningen) og den tilstødende del af haven ned til søen overladt det nyoprettede lærerseminarium, senere (1806) også 1,7 hektar af jorderne til seminaristernes undervisning i agerdyrkning. I 1809 flyttede seminariet til Jonstrup og kom til at hedde Jonstrup Seminarium.

### Nedgangstider
Et forsøg, som i 1800 gjordes på at sælge resterne af ejendommen (med undtagelse af Accisevænget på byens side, der var udlejet til farverne Jakob og Lauritz Holmblad), i alt 13,8 hektar, mislykkedes, da der ved auktionerne ikke gjordes noget antageligt bud. Alt forblev således uforandret indtil 1807, da seminariet under belejringen måtte forlade Blågård og ikke mere kom tilbage dertil. Hovedbygningen med tilliggende grund anvendtes i krigsårene, indtil november 1815, til lazaret (Landmilitæretatens Hospital), medens jorderne var udlejet til forskellige. Endelig blev der i henhold til kgl. resolution af 4. december 1816 gjort alvor af Blågårds salg, i alt 21 hektar og 3.500 m². De højestbydende var generaladjutant, oberst Hans Henrik Rømeling og divisionsadjutant, kaptajn von Scholten. Salgsprisen var ca. 100.000 rigsdaler. Under de dårlige tider for ejendomssalg mente staten at have gjort en god forretning, især da bygningerne var forfaldne og jorderne mådelige, og den ville have haft ret, hvis den havde fået pengene. Men i stedet for at betale begyndte køberne at udparcellere jorderne og sælge parcellerne til egen fordel, medens de kun gjorde ubetydelige afdrag på købesummen, under uophørlige andragender om dilation. 1825, da Scholten for længst havde forladt Danmark uden at gøre rigtighed for, hvad han havde oppebåret, havde staten kun fået i alt 23.167 rigsdaler af det hele beløb; 3 parceller, i alt 5 hektar, var da endelig bortsolgt, medens størstedelen af det øvrige areal lå under bortsalg. Staten trådte da til og tog ejendommen tilbage, men således, at den endog måtte betale en gæld af 8.000 rigsdaler, som Rømeling havde stiftet med pant i parcellerne, for at kunne få fri hånd over hele det usolgte areal. I tidsrummet 1825-28 afsluttede staten endeligt salg med nogle af køberne fra 1825 og bortsolgte dels underhånden, dels ved auktion, ligeledes alt det øvrige, og herved indkom — altså for hele arealet — de tidligere definitivt solgte 5 hektar — 47.265 rigsdaler (deraf for hovedbygningen med 1,3 hektar have 6.150 rigsdaler). Så glad var man over denne afslutning på sagen, at kongen, efter statsgældsdirektionens indstilling, bevilgede 500 rigsdaler til de tilsynshavende i gratiale. Det endelige salg indbragte altså 94.000 rigsdaler. På samme tid solgtes Accisevænget, omtrent 7,5 hektar, for 12.010 rigsdaler.

### Nedrivning og udstykning
Blågårdskvarteret blev stærkt bebygget i 1850'erne, men temmelig planløst og tarveligt. Området ved den nuværende Blågårds Plads er blevet kaldt den sorte firkant, fordi Anker Heegaards jernstøberi lå her fra 1830 og trekvart århundrede frem indtil anlæggelsen af Blågårds Plads på stedet. Området blev grundigt saneret i 1970'erne.

## Ejere af Blågård
- 16??-1688: Christoffer Gabel
- 1688-16??: Ulrik Frederik Gyldenløve
- 16??-1701: Reinhold Meier
- 1701-1706: Cesar René de Thehillac
- 1706-1729: Prins Carl
- 1729-1735: Prinsesse Sophie Hedevig
- 1735-1758: Carl Adolph von Plessen
- 1758-1765: Det Plessenske Fideicommis
- 1765: Knud Jacobsen Lyne
- 1765-1777: Conrad Holck
- 1777- : Peter Tutein
- -1786: Johan Paul Kalckberner
- 1786-1816: Den danske stat
- 1816- : Hans Henrik Rømeling
- 1816- : Peter von Scholten
- -1828: Staten
- 1828-1837: Mathias Anker Heegard
- 1837-18??: Anker Heegaard